# Salignac-sur-Charente
Salignac-sur-Charente là một xã trong tỉnh Charente-Maritime trong vùng Nouvelle-Aquitaine, tây nam nước Pháp. Xã Salignac-sur-Charente nằm ở khu vực có độ cao từ 2-22 mét trên mực nước biển.